# Dinochloa
Dinochloa là một chi thực vật có hoa trong họ Hòa thảo (Poaceae).

## Loài
Chi Dinochloa gồm các loài: